# Hesperophantia caudata
Hesperophantia caudata är en insektsart som först beskrevs av Stsl 1862.  Hesperophantia caudata ingår i släktet Hesperophantia och familjen Flatidae. Inga underarter finns listade i Catalogue of Life.